# 代莱吉哈佐
代莱吉哈佐，是匈牙利佩斯州所辖的一个村。总面积25.42平方公里，总人口3291，人口密度129.5人/平方公里（2011年1月1日）。